# Burgstall Schlossberg (Schongau)
Der Burgstall Schlossberg bezeichnet eine abgegangene mittelalterliche Höhenburg auf 790 m ü. NHN in Spornlage auf dem „Schlossberg“ südlich gegenüber der Burg Peiting und westlich der Abschnittsbefestigung Schlossberg (Schongau) etwa 1400 Meter südöstlich der Kirche von Schongau im Landkreis Weilheim-Schongau in Bayern.
Von der ehemaligen Abschnittsbefestigung ist nichts mehr erhalten, die Stelle ist heute als Bodendenkmal D-1-8131-0072 „mehrgliedrige Abschnittsbefestigung des frühen oder hohen Mittelalters“ vom Bayerischen Landesamt für Denkmalpflege erfasst.